# Patrik Liljestrand
Bo Patrik Liljestrand, född 25 januari 1966 i Uddevalla, är en svensk handbollstränare och före detta handbollsmålvakt.
Han blev svensk mästare med Ystads IF 1992, efter finalseger i tre raka matcher mot HK Drott. Senare under sommaren samma år blev han olympisk silvermedaljör 1992 i Barcelona.